# Пака-при-Предграду
Пака-при-Предграду (словен. Paka pri Predgradu) — поселення в общині Кочев'є, регіон Південно-Східна Словенія, Словенія. Висота над рівнем моря: 385,1 м.